# نحت على الجليد

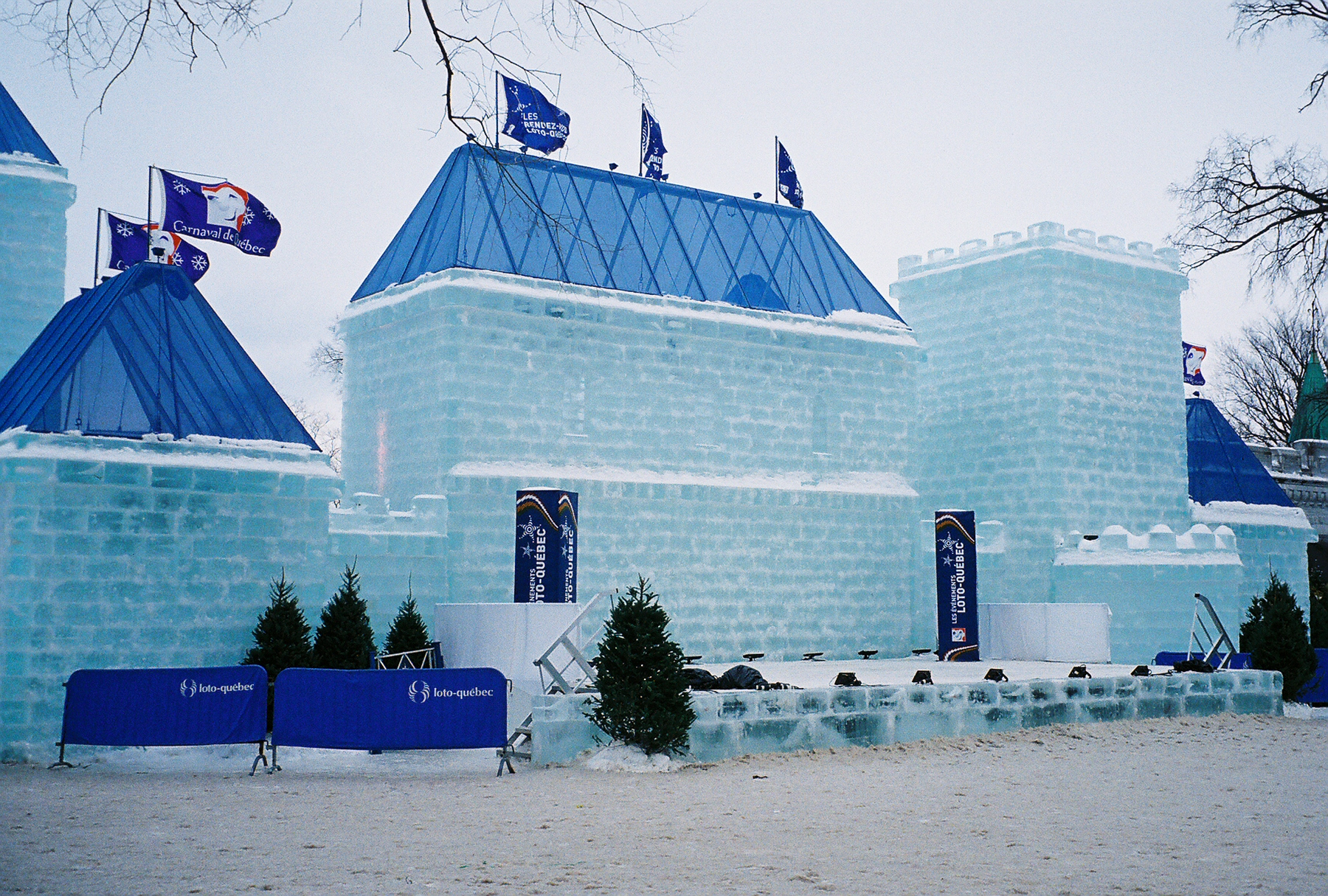
قلعة الجليد في مهرجان كرنفال الشتاء بولاية كيبيك في كندا من عام 2009

فن النحت على الجليد، فن الطقس البارد وفن من الفنون التي ترتبط بفصل الشتا، وهو فن من الفنون المرئية، برز إلى الوجود بشكل خاص في آوخر القرن العشرين مع تزايد أهمية العدسة في الحياة اليومية للإنسان، كما هو الأمر بالنسبة لفن النحت على الرمل.

## أمد البقاء
أمد حياة أو امد بقاء المنحوتات هو بالدرجة الأولى تحددها درجة حرارة البيئة المحيطة، وبالتالي يمكن أن تختلف من ساعات إلى أشهر.

## المهرجانات

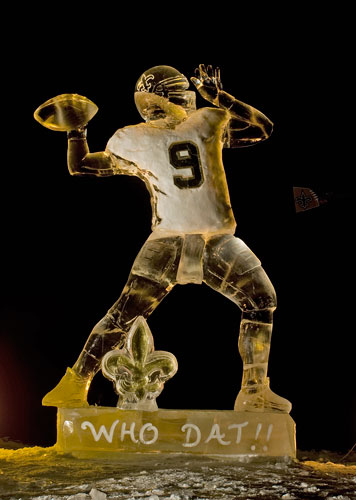
تمثال جليدي يبلغ طوله تسعة أقدام يصور لاعب الوسط في نيو أورليانز ساينتس (فريق كرة القدم الأمريكية) درو بريس في وسط رمية. قام داوسون ليست (صاحب الصورة أيضًا) بنحتها في فيربانكس، ألاسكا

هناك العديد من المهرجانات تختص في فن النحت على الجليد في العديد من أنحاء العالم في المواسم الشتوية. في كندا وبلجيكا وروسيا، ومن بين عذه المهرجانات نذكر منها على سبيل المثال لا الحصر:

### الصين
في فصل الشتاء حيث الثلوج والجليد يقيم الصينيون مهرجانا وطنيا وعالميا للنحت على الثلج والجليد في مدينة هاربين بمقاطعة هيلونغ جيانغ شمال شرق الصين، حيث تنجز المنحوتات الفنية الزاهية وتصاميم ضخمة تسر الناظرين الزائرين.

### الإمارات
تنظم الإمارات منافسات ضمن «مسابقة قطاع الضيافة» ضمسابقات فن «النحت على الجليد» وتعرف مشاركة واسعة عن ممثلين من دول مختلفة حول العالم بإبداع منحوتات فنية جميلة.

## الأدوات

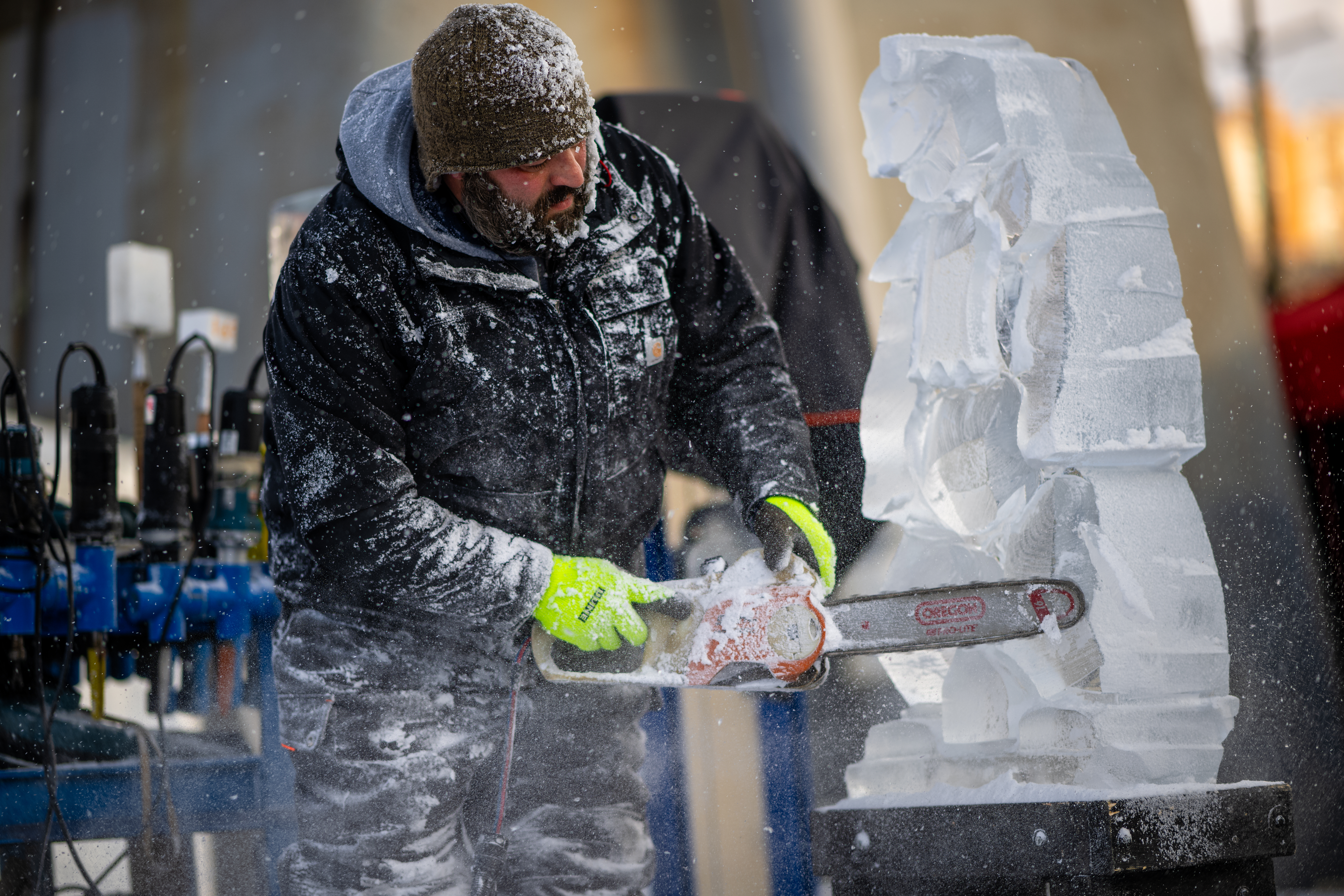
نحات ينحت تمثالًا باستخدام منشار كهربائي في كليفلاند (فبراير 2022)

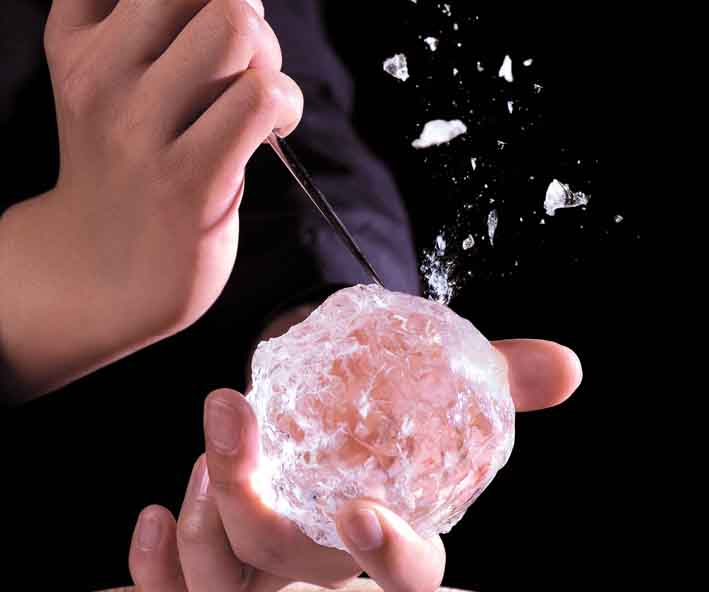
نحات يستعمل الإزميل

فن النحت على الجليد يعرف تباينا في المواد المستخدمة.

## معرض صور

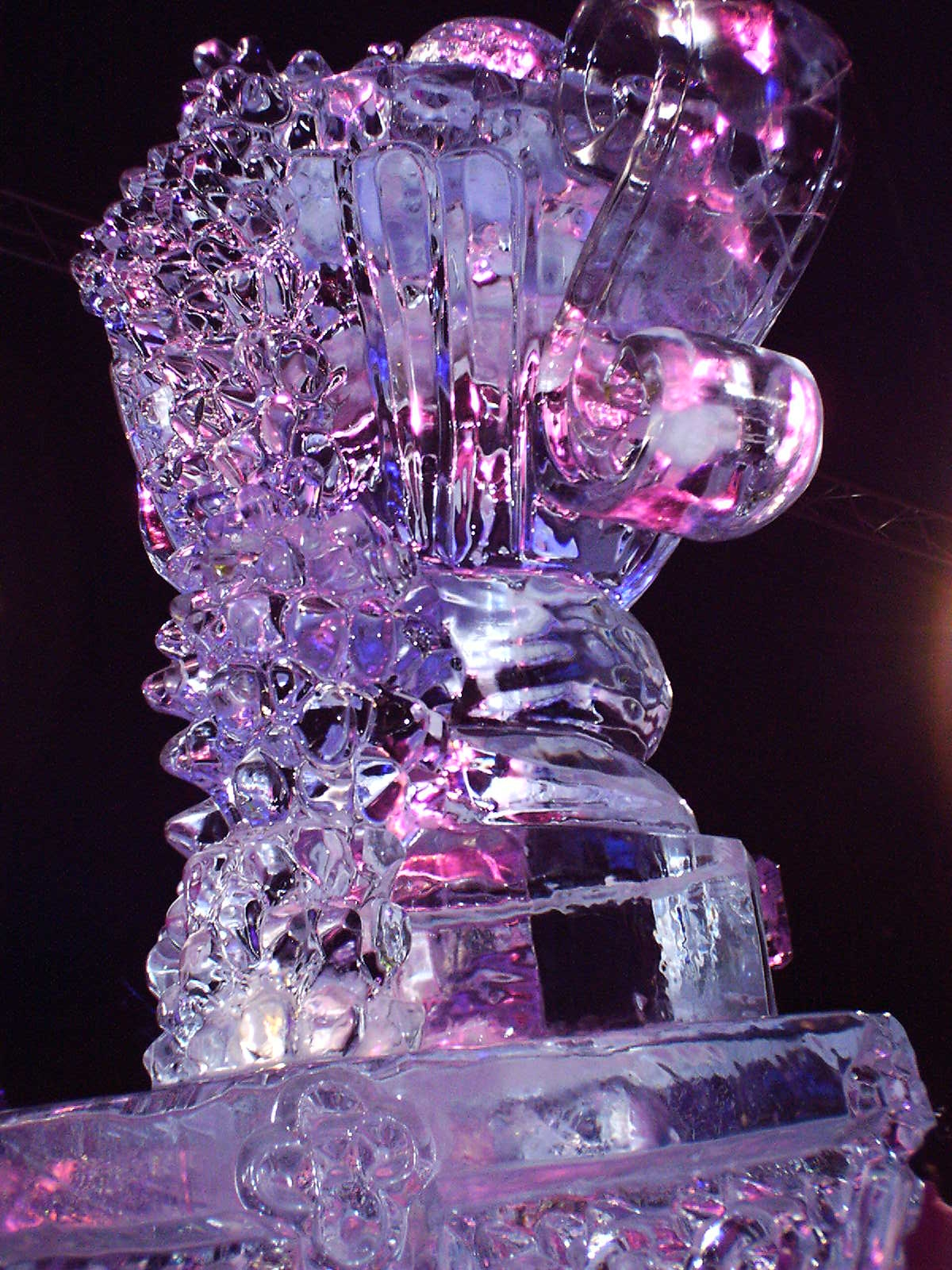
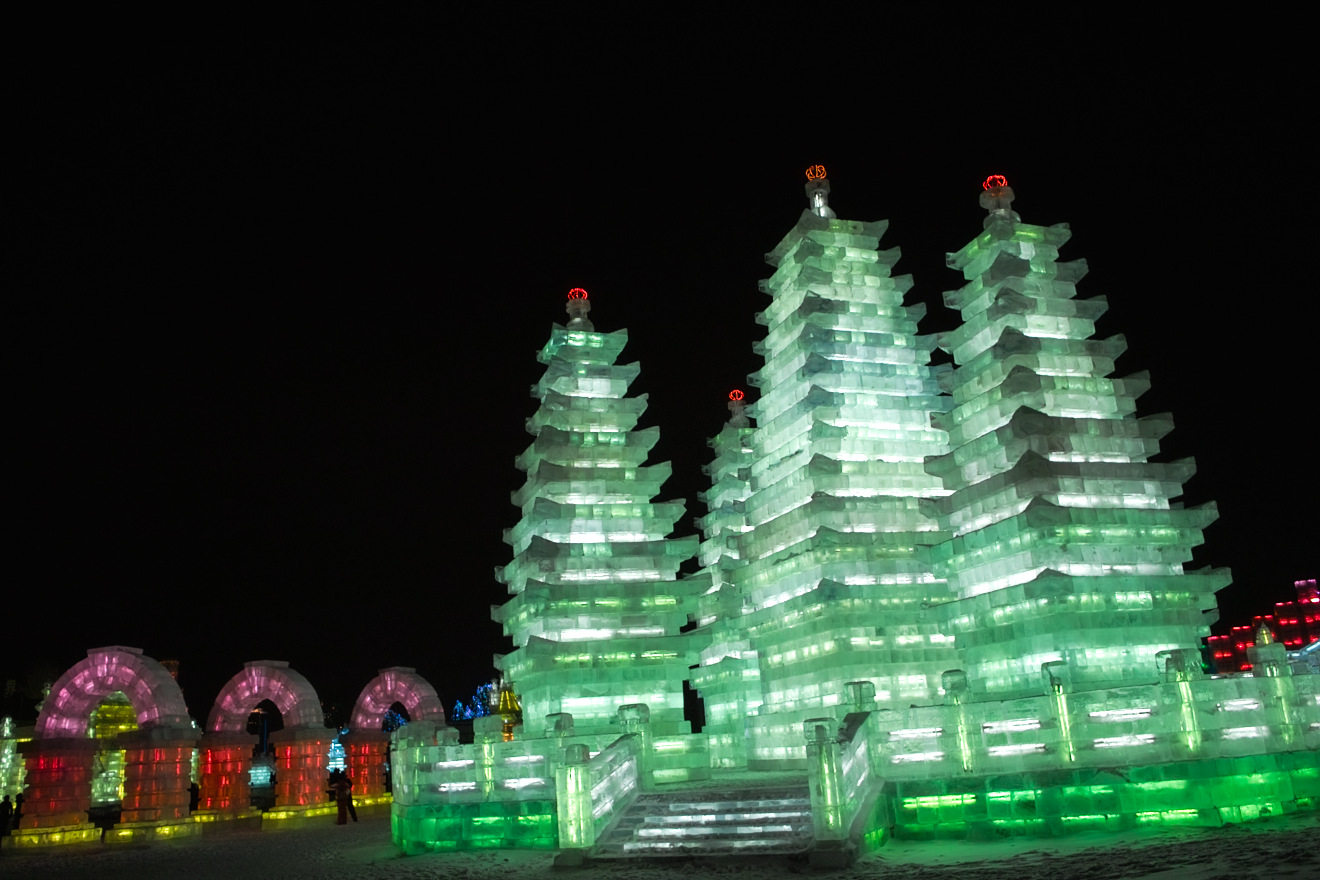
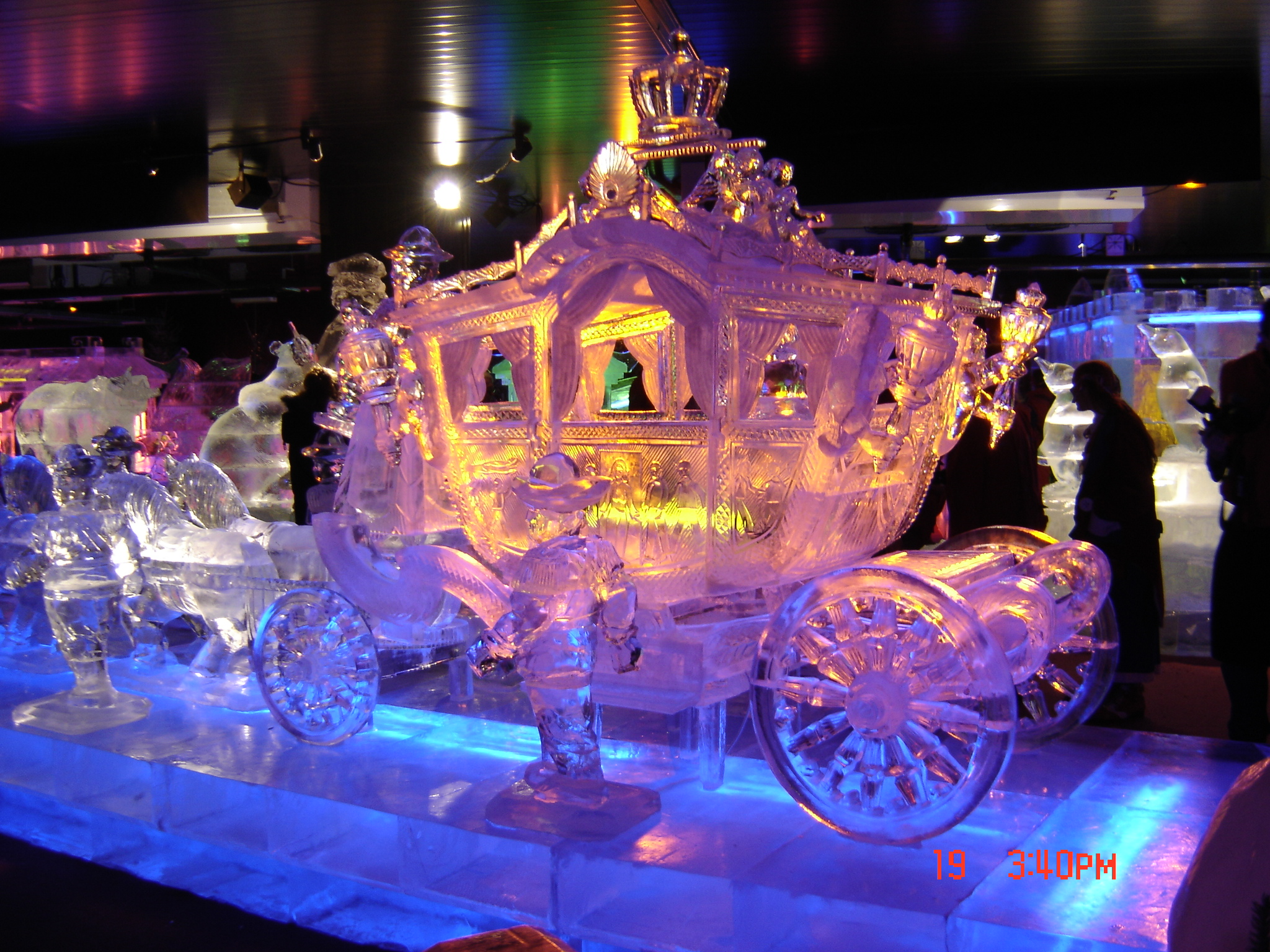
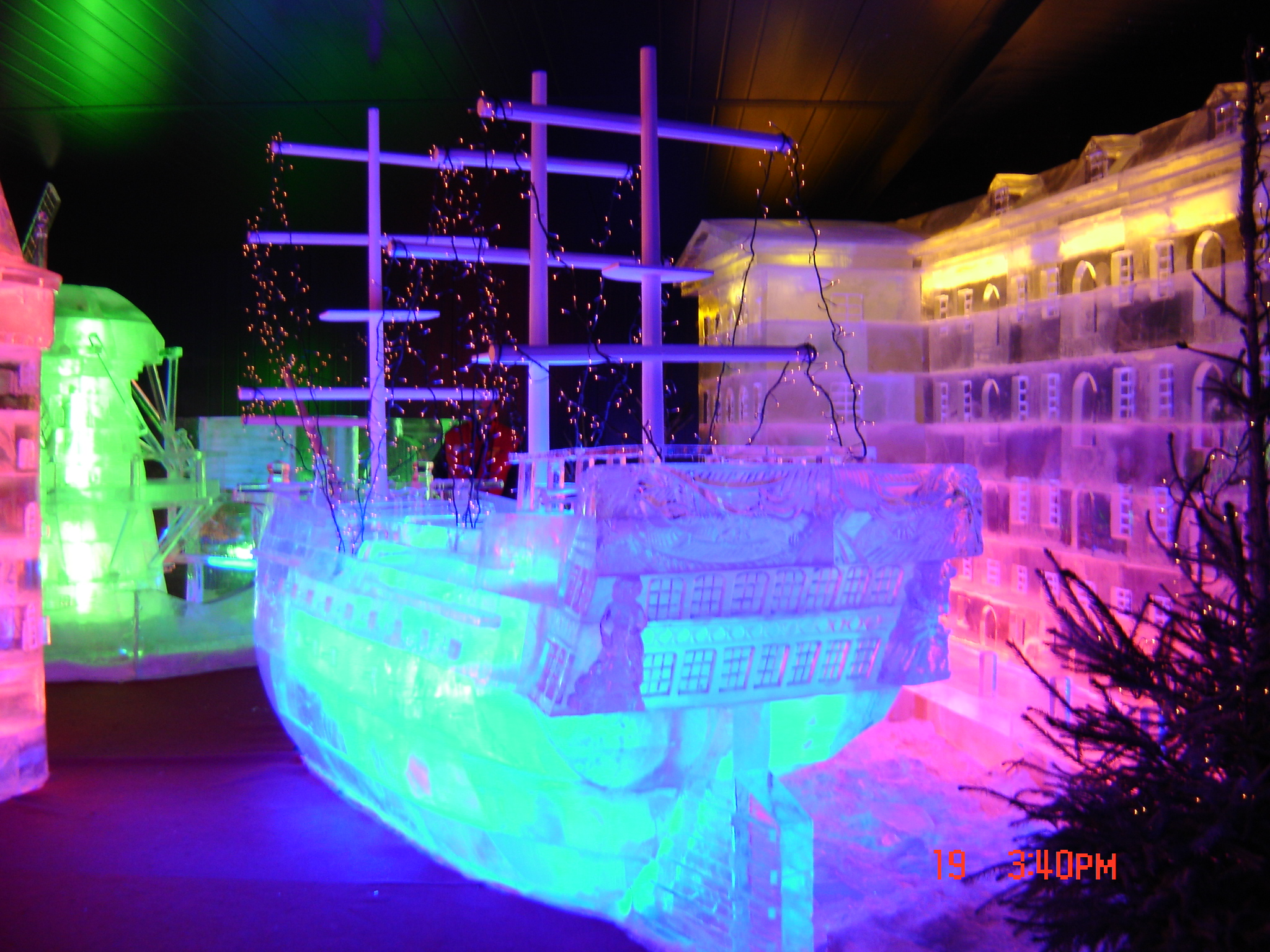
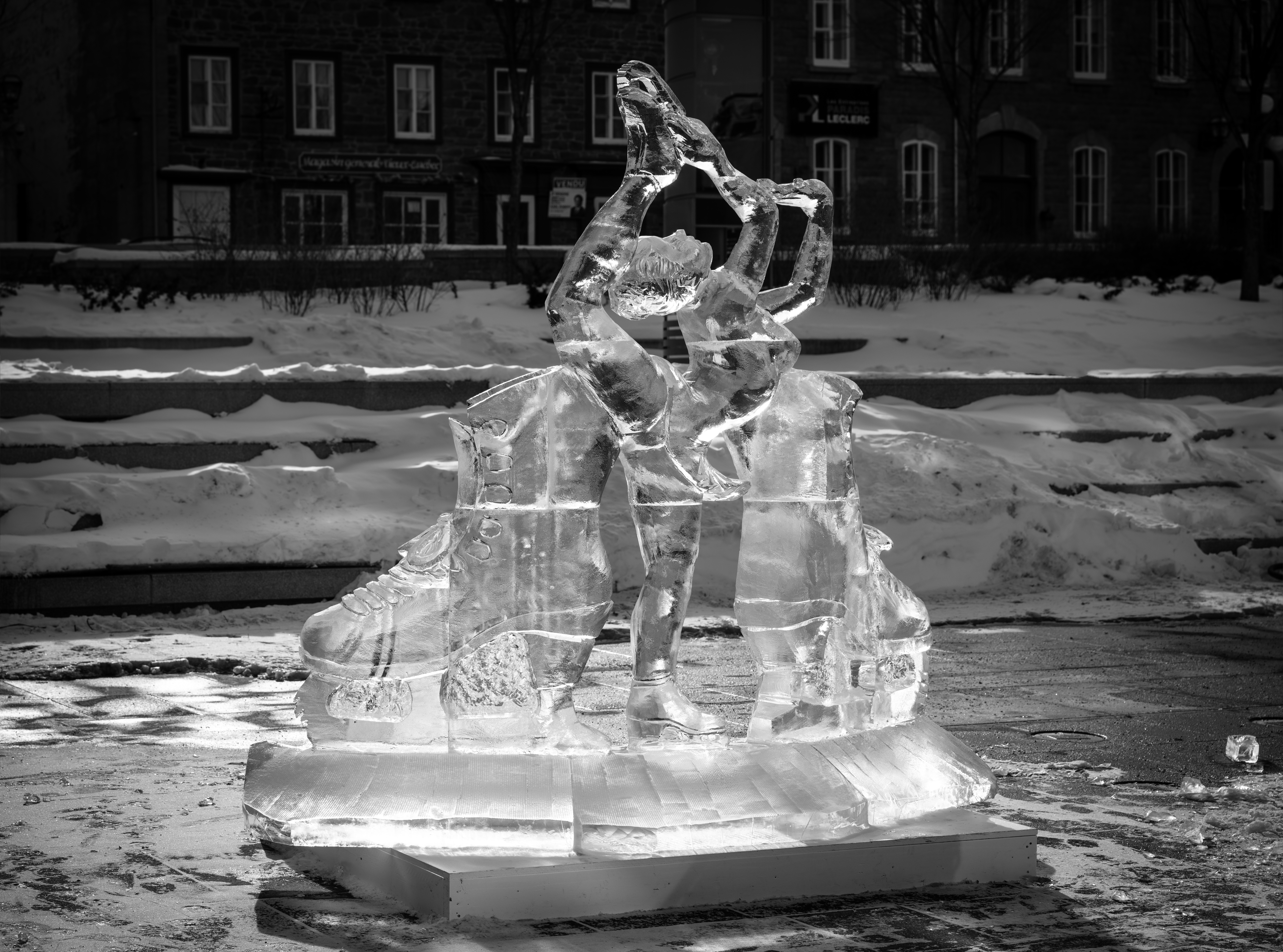
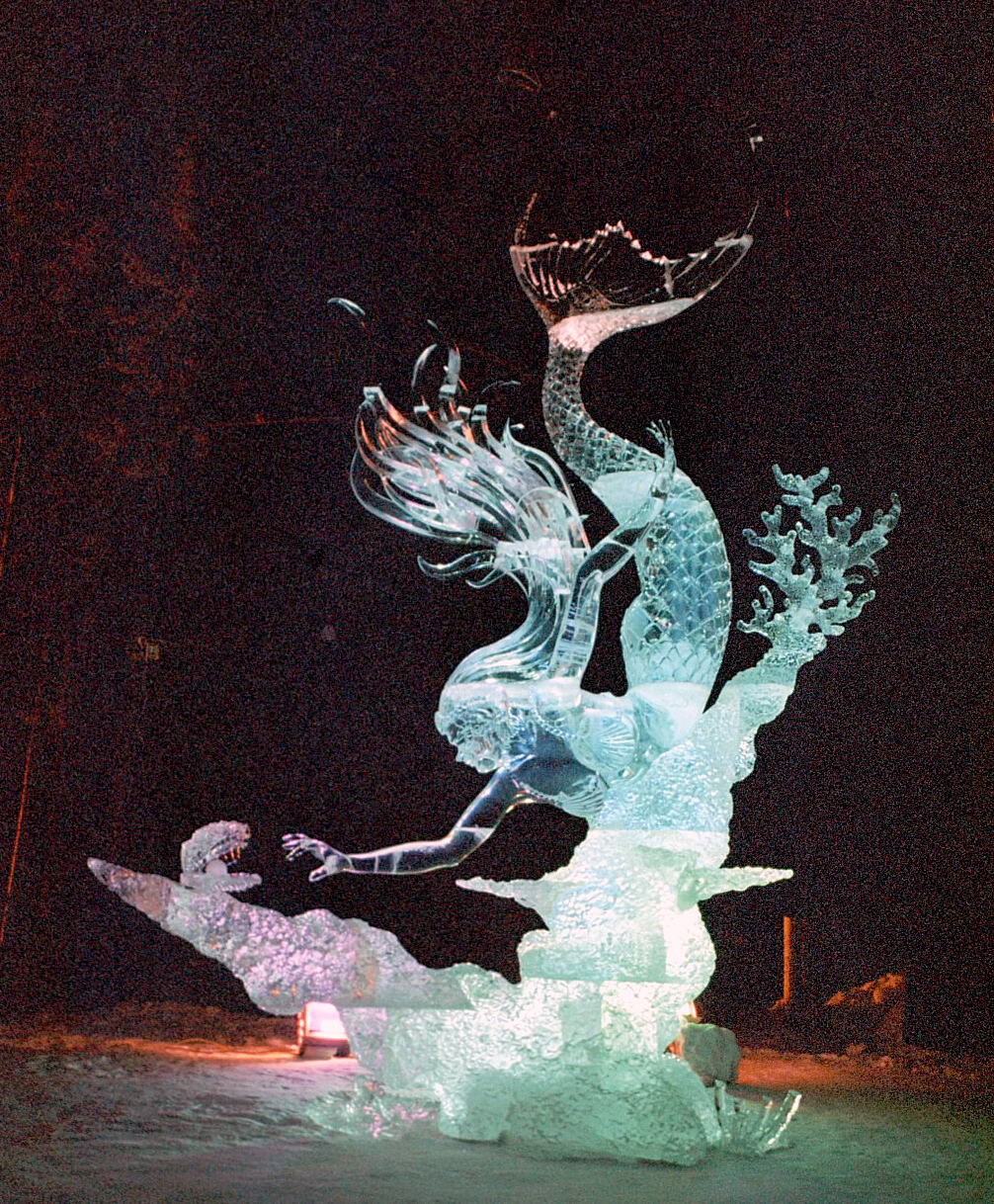